# King's Lynn Roller Hockey Club
Il King's Lynn Roller Hockey Club è un club inglese di hockey su pista avente sede a King's Lynn nella contea di Norfolk.
Nella sua storia ha vinto 4 campionati nazionali.
La squadra disputa le proprie gare interne presso il Lynnsport a King's Lynn.

## Palmarès

### Competizioni nazionali
5 trofei
- Campionato inglese: 4
  - 2015-2016, 2016-2017, 2017-2018, 2018-2019
- National Cup: 1
  - 2019